# دسمان البرانس
دسمان البرانس أو الدسمان الإيبيري (Galemys pyrenaicus) هو حيوان ثديي صغير شبه مائي [الإنجليزية] مهدد عالميًا بالانقراض ذو صلة بالطوابين الزبابية، وإلى جانب الدسمان الروسي (Desmana moschata)، هو واحد من العضوين الموجودين في قبيلة الدسمان. توجد الأنواع في الأجزاء الشمالية والوسطى من إسبانيا والبرتغال وجبال البرانس الفرنسية وأندورا، ولكن تم توثيق تقلصات شديدة في نطاق توزيعها الجغرافي. 